# 1832 w muzyce
Wydarzenia muzyczne w 1832 roku.

## Wydarzenia
- 12 stycznia – w neapolitańskim Teatro San Carlo miała miejsce premiera opery Fausta Gaetana Donizettiego[1][2]
- 17 lutego –  w lipskim Royal Saxon Hoftheater miała miejsce premiera „König Enzio” WWV 24 Richarda Wagnera[1][2]
- 26 lutego – odbył się pierwszy koncert Fryderyka Chopina w Paryżu[1][2]
- 10 marca – w lipskim Stadttheater miała miejsce premiera opery Des Falkners Braut Heinricha Marschnera[1][2]
- 12 marca – w paryskiej Opéra Le Peletier odbyła się premiera baletu Sylfida, pierwszego baletu romantycznego
- 13 marca – w mediolańskiej La Scali miała miejsce premiera opery Ugo, conte di Parigi Gaetana Donizettiego[1][2]
- 22 kwietnia – w lipskim Hoftheater miała miejsce premiera „Scene and Aria for soprano and orchestra” WWV 28 Richarda Wagnera[1][2]
- 12 maja – w mediolańskim Teatro Canobbiana miała miejsce premiera opery komicznej Napój miłosny Donizettiego[1][2]
- 14 maja – w Londynie odbyła się premiera uwertury „The Isles of Fingal” Felixa Mendelssohna (później znanej jako „The Hebrides” lub „Fingal’s Cave”)[1][2]
- 25 maja – w Londynie odbyła się premiera „Capriccio Brillant” Felixa Mendelssohna[1][2]
- 20 czerwca – w paryskiej Salle Le Peletier miała miejsce premiera opery La tentation Fromentala Halévy’ego[1][2]
- 30 lipca – w londyńskim Royal Olympic Theatre odbyła się premiera uwertury „The Dilosk Gatherer” Samuela Sebastiana Wesleya[1][2]
- 1 października
  - w londyńskim Covent Garden Theatre miała miejsce premiera opery His First Campaign Adolpha Adama[1][2]
  - w paryskiej Salle Le Peletier miała miejsce premiera opery Le serment, ou Les faux-monnayeurs Daniela Aubera[1][2]
- 11 października
  - w Osnabrück odbyła się premiera „Der Pole und sein Kind, oder Der Feldwebel vom IV Regiment” Alberta Lortzinga[1][2]
  - w prywatnym domu rodziny Felixa Mendelssohna w Berlinie miało miejsce pierwsze wykonanie jego kantaty „Die erste Walpurgisnacht”[1][2]
- 15 października – w paryskim Théâtre de la Bourse miała miejsce premiera opery La médecine sans médecin Ferdinanda Hérolda[1][2]
- 4 listopada – w neapolitańskim Teatro San Carlo miała miejsce premiera opery Sancia di Castiglia Gaetana Donizettiego[1][2]
- 5 listopada – w londyńskim Covent Garden Theatre miała miejsce premiera opery The Dark Diamond Adolpha Adama[1][2]
- 10 listopada – w Hereford Cathedral miała miejsce premiera „The Wilderness and the Solitary Place” Samuela Sebastiana Wesleya[1][2]
- 15 listopada – w Berlinie odbyła się premiera V symfonia Mendelssohna[1][2]
- 15 grudnia
  - w Lipsku odbyła się premiera Symphony in C Major Richarda Wagnera[1][2]
  - w paryskim Théâtre de la Bourse miała miejsce premiera opery Le pré aux clercs Ferdinanda Hérolda[1][2]
- 21 grudnia – w Münster odbyła się premiera Der Weihnachtsabend Alberta Lortzinga[1][2]

## Urodzili się
- 28 stycznia – Franz Wüllner, niemiecki kompozytor, dyrygent i pianista (zm. 1902)
- 1 marca – Friedrich Grützmacher, niemiecki wiolonczelista (zm. 1903)
- 5 marca – Alfred Jaëll, austriacki pianista i kompozytor (zm. 1882)
- 10 marca – Heinrich Bellermann, niemiecki kompozytor i muzykolog (zm. 1903)
- 10 maja – Ignacy Guniewicz, polski kompozytor, dyrygent, pianista i nauczyciel muzyki (zm. 1882)
- 3 czerwca – Charles Lecocq, francuski kompozytor (zm. 1918)
- 17 lipca – August Söderman, szwedzki kompozytor (zm. 1876)
- 3 sierpnia – Ivan Zajc, chorwacki kompozytor operowy (zm. 1914)
- 7 sierpnia – Julius Epstein, austriacki pianista i pedagog (zm. 1926)
- 20 września – Jan Abert, czeski kompozytor (zm. 1915)
- 21 września – Petro Niszczynski, ukraiński hellenista, kompozytor i tłumacz (zm. 1896)
- 22 października – Leopold Damrosch, niemiecki dyrygent i skrzypek (zm. 1885)
- 25 października – Julián Arcas, hiszpański gitarzysta i kompozytor (zm. 1882)

## Zmarli
- 10 marca – Muzio Clementi, włoski pianista i kompozytor (ur. 1752)
- 12 marca – Friedrich Kuhlau, niemiecko-duński kompozytor klasyczny i romantyczny (ur. 1786)
- 23 kwietnia – Václav Vilém Würfel, czeski kompozytor, pianista i organista (ur. 1790)
- 15 maja – Carl Friedrich Zelter, niemiecki kompozytor, pianista i pedagog muzyczny (ur. 1758)
- 9 czerwca – Manuel del Pópulo Vicente García, hiszpański tenor i nauczyciel śpiewu, kompozytor operowy (ur. 1775)
- 31 sierpnia – Auguste Kreutzer, francuski kompozytor i skrzypek (ur. 1778)
- 9 września – Bernhard Klein, niemiecki kompozytor (ur. 1793)
- 3 listopada – Pietro Generali, włoski kompozytor operowy (ur. 1773)